# Río Alto Ichilo
El río Alto Ichilo es un río amazónico boliviano que forma el curso alto del río Ichilo, un afluente del río Mamoré. El río discurre por el departamento de Santa Cruz.

## Geografía
El río Alto Ichilo nace a una altitud de 2.437 m, en la serranía de Racete, en la provincia Manuel María Caballero, al este del departamento. Tiene una longitud de 50 km hasta la confluencia con el río Moyle para formar el río Ichilo. 
Recibe varios afluentes siendo los más importantes el San Mateo y Moyja.
- Datos: Q6114764